# Rezolucja Rady Bezpieczeństwa ONZ nr 1749
Rezolucja Rady Bezpieczeństwa ONZ nr 1749 została przyjęta 28 marca 2007 podczas 5650. posiedzenia Rady.
Rezolucja znosi mechanizm kontroli sprzedaży broni do Rwandy, wprowadzony na mocy rezolucji nr 1011 z 1995 roku. Zgodnie z podjętą wtedy decyzją, każde państwo eksportujące do Rwandy broń lub powiązane z nią materiały miało obowiązek zgłaszać to specjalnemu, podległemu Radzie komitetowi.